# Jean-Pierre Clar
Pas d'image ? Cliquez ici

a Compétitions nationales et continentales officielles uniquement.

b Matchs officiels uniquement.
Jean-Pierre Clar, né le 27 février 1942 à Hanoï, est un joueur international français de rugby à XIII et de rugby à XV, évoluant au poste de troisième ligne en XIII et de pilier en XV.
Né en Indochine française, il s'installe en France dans sa jeunesse et pratique le rugby à XIII au sein du club de l'U.S. Villeneuve et intègre l'équipe seniors au milieu d'une génération de jeunes de talents comprenant également Jacques Gruppi et Christian Sabatié sous la houlette de l'entraîneur Jep Lacoste.
Il séduit l'autre code de rugby, le rugby à XV, et rejoint en 1961 le club voisin du S.U. Agen. Avec ce dernier, il dispute la finale du championnat de France en 1962 remportée 14-11 face à l'A.S. Béziers, avec Serge Méricq, Louis Echave, Michel Sitjar, Francesco Zani et du capitaine Pierre Lacroix sous la houlette de l'entraîneur Maurice Magnac. Son frère, Christian Clar, quant à lui, est interdit de pratique de XV en raison d'avoir joué au XIII, amenant J.-P. Clar à revenir à l'U.S. Villeneuve pour jouer à ses côtés.
Revenu courant de la saison 1963-1964, J.-P. Clar devient une référence française au poste de troisième ligne. Il réalise avec le club villeneuvois de Jep Lacoste comme entraîneur le doublé championnat de France en 1964 et Coupe de France en 1964, puis dispute nombreuses finales sans victoire au bout. Il compte pour coéquipiers son frère Christian, les frères Raymond et Jacques Gruppi, Jacques Merquey, Jacques Dubon, Christian Sabatié, Michel Mazaré et Daniel Pellerin.
Ses performances remarquées en club l'amènent à être sélectionné en équipe de France à 27 reprises entre 1965 et 1972. Il y est titulaire du poste de troisième ligne disputant notamment la finale de la Coupe du monde en 1968 aux côtés de Jacques Gruppi, Christian Sabatié et Daniel Pellerin, l'édition 1970 de la Coupe du monde et l'édition 1969-1970 de la Coupe d'Europe des nations. Sous ce maillot bleu, il connaît des victoires prestigieuses contre les meilleures sélections du monde : l'Australie, la Grande-Bretagne, la Nouvelle-Zélande, l'Angleterre et le pays de Galles.

## Biographie
Jean-Pierre Clar est né à Hanoï d'un père français et d'une mère vietnamienne .
Comme joueur, on considère qu'il n'est pas très lourd, pas très rapide, mais qu'il a  « un style tout en vitesse d’exécution tant il était techniquement au point ».
Il débute en rugby à XIII au Villeneuve XIII avant d'y revenir après sa période quinziste. En effet, il joue trois saisons avec le Agen, remportant un Championnat de France en 1962. Avec Villeneuve, il remporte le Championnat de France en 1964 avec son frère Christian Clar. Appelé en équipe de France de rugby à XIII, il connaît 34 sélections entre 1965 et 1972.
Un de ses faits d'arme étant le 6 mars 1967 au cours d'un match contre l'Angleterre à Wigan , un match dans lequel il s'illustre par sa pugnacité et sa résistance aux mauvais gestes adverses (notamment de Bill Bryant) et qui lui vaudra les applaudissements du public britannique à la fin de la partie.

### 1968: finaliste de la Coupe du monde
En mai-juin 1968, l’Australie et la Nouvelle-Zélande organisent la quatrième édition de la Coupe du monde de rugby à XIII, compétition créée en 1954 sous l'impulsion de l'ancien président de la fédération française Paul Barrière en invitant les trois autres nations majeures de rugby à XIII : l'Australie, la Grande-Bretagne et la Nouvelle-Zélande. Ce concept est maintenu depuis à intervalle irrégulier avec ces quatre mêmes nations. Jean-Pierre Clar est sélectionné au poste de troisième ligne par Antoine Jimenez pour cette édition au côté de ses coéquipiers villeneuvois Jacques Gruppi, Daniel Pellerin et Christian Sabatié, sélection entraîné par Jep Lacoste,.
Jean-Pierre Clar prend part au poste de troisième ligne au match d'ouverture de la Coupe du monde contre la Nouvelle-Zélande le 25 mai 1968 au Carlaw Park en banlieue d'Auckland devant près de 18 000 spectateurs. L'adversaire néo-zélandais perd dès la 12e minute leur joueur Brian Lee, expulsé définitivement pour une manchette sur André Ferren, et dut évoluer en infériorité numérique toute la rencontre. Le demi français Jean Capdouze livre alors un duel de buteurs contre son homologue Ernie Wiggs avant de marquer un essai à la suite d'une relance de Jean-Claude Cros et d'une percée de Jean-Pierre Lecompte épaulé par Michel Molinier pour emmener J. Capdouze à marquer entre les poteaux. Dès lors, malgré une supériorité en mêlée fermée des Néo-Zélandais, la France conserve son avance jusqu'à la fin du match pour s'imposer 15-10.
La seconde rencontre face à la Grande-Bretagne s'avère être décisive pour une place en finale à la suite de la défaite de cette dernière face au grand favori australien. Programmée en Nouvelle-Zélande, les deux équipes s'affrontent le 1er juin 1968 au Carlaw Park devant près de 15 000 spectateurs. Un temps pluvieux sévit sur la pelouse qui rend impossible la tenue d'un jeu ordonné. Devant cette difficulté, les Britanniques mènent 2-0 à la mi-temps sur une pénalité de Bev Risman. Mais la seconde mi-temps tourne à l'avantage des Français forts d'un pack d'avants dominant et du jeu au pied de Jean Capdouze, Roger Garrigue et J.-P. Clar, ils parviennent à s'imposer sur un essai de Jean-René Ledru pour porter le score final à 7-2. La France se qualifie pour la finale pour la seconde fois de son histoire après l'édition de 1954.
Composition de l'équipe de France :
Pour la troisième rencontre de poule, la France va sur les terres australiennes après deux rencontres en Nouvelle-Zélande, celle-ci oppose les deux équipes qualifiées pour la finale le 8 juin 1968, la France et l'Australie. Afin de mieux préparer la finale qui se déroule deux jours après cette rencontre joué au Lang Park de Brisbane, les deux équipes font tourner leurs effectifs, mais J.-P. Clar, désigné capitaine de la sélection en l'absence de Georges Aillères, tient sa place au poste de troisième ligne. Ce match s'achève sur un score sévère pour la France qui est nettement battue 37-4 et amène l'Australie à se poser comme le grand favori de la finale,.
J.-P. Clar se trouve dans le treize titulaire pour cette finale qui se déroule le 10 juin 1968 au Sydney Cricket Ground devant près de 54 000 spectateurs. Dans un stade acquis à sa cause, l'Australie, dirigée par la charnière Billy Smith et Bob Fulton, réalise une haute performance en dominant l'équipe de France grâce à un jeu varié, dynamique et une domination territoriale. Les Français subissent le jeu australien malgré la vaillance de sa défense. Battus 20-2, J.-P. Clar et la France terminent ainsi vice-champions du monde et espère entrevoir par cet exploit la volonté d'un renouveau du rugby à XIII dans son pays.

### Après carrière
En dehors des terrains, il est directeur d'une société, après avoir exercé la profession de « serrurier soudeur ».

## Palmarès

### Rugby à XIII
- Collectif :
  - Vainqueur du Championnat de France : 1964 (Villeneuve).
  - Vainqueur de la Coupe de France : 1964 (Villeneuve).
  - Finaliste du Championnat de France : 1965 et 1974 (Villeneuve).
  - Finaliste de la Coupe de France : 1966, 1969, 1970 et 1972 (Villeneuve).

#### Coupe du monde
| Édition         | Rang      | Résultats France | Résultats Clar | Matchs Clar |
| --------------- | --------- | ---------------- | -------------- | ----------- |
| Australie 1968  | Finaliste | 2 v, 0 n, 2 d    | 2 v, 0 n, 2 d  | 4/4         |
| Angleterre 1970 | Troisième | 1 v, 0 n, 2 d    | 1 v, 0 n, 2 d  | 3/3         |

Légende : v = victoire ; n = match nul ; d = défaite.

#### Détails en sélection
| Matchs internationaux de Jean-Pierre Clar | Matchs internationaux de Jean-Pierre Clar | Matchs internationaux de Jean-Pierre Clar | Matchs internationaux de Jean-Pierre Clar | Matchs internationaux de Jean-Pierre Clar | Matchs internationaux de Jean-Pierre Clar | Matchs internationaux de Jean-Pierre Clar | Matchs internationaux de Jean-Pierre Clar | Matchs internationaux de Jean-Pierre Clar | Matchs internationaux de Jean-Pierre Clar | Matchs internationaux de Jean-Pierre Clar | Matchs internationaux de Jean-Pierre Clar |
|                                           | Date                                      | Adversaire                                | Résultat                                  | Compétition                               | Poste                                     | Points                                    | Essais                                    | Pen.                                      | Drops                                     |                                           |                                           |
| ----------------------------------------- | ----------------------------------------- | ----------------------------------------- | ----------------------------------------- | ----------------------------------------- | ----------------------------------------- | ----------------------------------------- | ----------------------------------------- | ----------------------------------------- | ----------------------------------------- | ----------------------------------------- | ----------------------------------------- |
| sous les couleurs de la France            |                                           |                                           |                                           |                                           |                                           |                                           |                                           |                                           |                                           |                                           |                                           |
| 1.                                        | 23 janvier 1965                           | Grande-Bretagne                           | 7-17                                      | Test-match                                | Troisième ligne                           | -                                         | -                                         | -                                         | -                                         |                                           |                                           |
| 2.                                        | 14 novembre 1965                          | Nouvelle-Zélande                          | 14-3                                      | Test-match                                | Troisième ligne                           | -                                         | -                                         | -                                         | -                                         |                                           |                                           |
| 3.                                        | 28 novembre 1965                          | Nouvelle-Zélande                          | 6-2                                       | Test-match                                | Troisième ligne                           | -                                         | -                                         | -                                         | -                                         |                                           |                                           |
| 4.                                        | 12 décembre 1965                          | Nouvelle-Zélande                          | 28-5                                      | Test-match                                | Troisième ligne                           | -                                         | -                                         | -                                         | -                                         |                                           |                                           |
| 5.                                        | 16 janvier 1966                           | Grande-Bretagne                           | 18-13                                     | Test-match                                | Troisième ligne                           | -                                         | -                                         | -                                         | -                                         |                                           |                                           |
| 6.                                        | 5 mars 1966                               | Grande-Bretagne                           | 8-4                                       | Test-match                                | Troisième ligne                           | -                                         | -                                         | -                                         | -                                         |                                           |                                           |
| 7.                                        | 22 janvier 1967                           | Grande-Bretagne                           | 13-16                                     | Test-match                                | Troisième ligne                           | -                                         | -                                         | -                                         | -                                         |                                           |                                           |
| 8.                                        | 4 mars 1967                               | Grande-Bretagne                           | 23-13                                     | Test-match                                | Troisième ligne                           | 3                                         | 1                                         | -                                         | -                                         |                                           |                                           |
| 9.                                        | 2 mars 1968                               | Grande-Bretagne                           | 8-19                                      | Test-match                                | Troisième ligne                           | -                                         | -                                         | -                                         | -                                         |                                           |                                           |
| 10.                                       | 25 mai 1968                               | Nouvelle-Zélande                          | 15-10                                     | Coupe du monde                            | Troisième ligne                           | -                                         | -                                         | -                                         | -                                         |                                           |                                           |
| 11.                                       | 2 juin 1968                               | Grande-Bretagne                           | 7-2                                       | Coupe du monde                            | Troisième ligne                           | -                                         | -                                         | -                                         | -                                         |                                           |                                           |
| 12.                                       | 8 juin 1968                               | Australie                                 | 4-37                                      | Coupe du monde                            | Troisième ligne                           | -                                         | -                                         | -                                         | -                                         |                                           |                                           |
| 13.                                       | 10 juin 1968                              | Australie                                 | 2-20                                      | Coupe du monde                            | Troisième ligne                           | -                                         | -                                         | -                                         | -                                         |                                           |                                           |
| 14.                                       | 2 février 1969                            | Grande-Bretagne                           | 13-9                                      | Test-match                                | Troisième ligne                           | -                                         | -                                         | -                                         | -                                         |                                           |                                           |
| 15.                                       | 9 mars 1969                               | Pays de Galles                            | 17-13                                     | Test-match                                | Troisième ligne                           | -                                         | -                                         | -                                         | -                                         |                                           |                                           |
| 16.                                       | 23 octobre 1969                           | Pays de Galles                            | 8-2                                       | Coupe d'Europe                            | Troisième ligne                           | -                                         | -                                         | -                                         | -                                         |                                           |                                           |
| 17.                                       | 25 octobre 1969                           | Angleterre                                | 11-11                                     | Coupe d'Europe                            | Troisième ligne                           | -                                         | -                                         | -                                         | -                                         |                                           |                                           |
| 18.                                       | 25 janvier 1970                           | Pays de Galles                            | 11-15                                     | Coupe d'Europe                            | Troisième ligne                           | -                                         | -                                         | -                                         | -                                         |                                           |                                           |
| 19.                                       | 15 mars 1970                              | Angleterre                                | 14-9                                      | Coupe d'Europe                            | Troisième ligne                           | -                                         | -                                         | -                                         | -                                         |                                           |                                           |
| 20.                                       | 25 octobre 1970                           | Nouvelle-Zélande                          | 15-16                                     | Coupe du monde                            | Troisième ligne                           | -                                         | -                                         | -                                         | -                                         |                                           |                                           |
| 21.                                       | 28 octobre 1970                           | Grande-Bretagne                           | 0-6                                       | Coupe du monde                            | Troisième ligne                           | -                                         | -                                         | -                                         | -                                         |                                           |                                           |
| 22.                                       | 1er novembre 1970                         | Australie                                 | 17-15                                     | Coupe du monde                            | Troisième ligne                           | -                                         | -                                         | -                                         | -                                         |                                           |                                           |
| 23.                                       | 11 novembre 1970                          | Australie                                 | 4-7                                       | Test-match                                | Troisième ligne                           | -                                         | -                                         | -                                         | -                                         |                                           |                                           |
| 24.                                       | 7 février 1971                            | Grande-Bretagne                           | 16-8                                      | Test-match                                | Troisième ligne                           | -                                         | -                                         | -                                         | -                                         |                                           |                                           |
| 25.                                       | 17 mars 1971                              | Grande-Bretagne                           | 2-24                                      | Test-match                                | Troisième ligne                           | -                                         | -                                         | -                                         | -                                         |                                           |                                           |
| 26.                                       | 28 novembre 1971                          | Nouvelle-Zélande                          | 3-3                                       | Test-match                                | Talonneur                                 | -                                         | -                                         | -                                         | -                                         |                                           |                                           |
| 27.                                       | 6 février 1972                            | Grande-Bretagne                           | 9-10                                      | Test-match                                | Talonneur                                 | -                                         | -                                         | -                                         | -                                         |                                           |                                           |

#### Détails en club
| Saison    | Saison                           | Championnat                      | Championnat                      | Coupe                            | Coupe                            | Sélection                        | Sélection                        | Sélection                        | Sélection                        | Sélection                        | Sélection                        | Sélection |
| Saison    | Saison                           | Comp.                            | Class.                           | Comp.                            | Class.                           | Comp.                            | M                                | Pts                              | Ess.                             | Buts                             | Dp.                              |           |
| --------- | -------------------------------- | -------------------------------- | -------------------------------- | -------------------------------- | -------------------------------- | -------------------------------- | -------------------------------- | -------------------------------- | -------------------------------- | -------------------------------- | -------------------------------- | --------- |
| 1959-1960 | US Villeneuve                    | Championnat de France            | 1/2 finale                       | Coupe de France                  | 1/2 finale                       |                                  |                                  |                                  |                                  |                                  |                                  |           |
| 1960-1961 | US Villeneuve                    | Championnat de France            | 1/2 finale                       | Coupe de France                  | 1/8 finale                       |                                  |                                  |                                  |                                  |                                  |                                  |           |
| 1961-1964 | Passage au rugby à XV au SU Agen | Passage au rugby à XV au SU Agen | Passage au rugby à XV au SU Agen | Passage au rugby à XV au SU Agen | Passage au rugby à XV au SU Agen | Passage au rugby à XV au SU Agen | Passage au rugby à XV au SU Agen | Passage au rugby à XV au SU Agen | Passage au rugby à XV au SU Agen | Passage au rugby à XV au SU Agen | Passage au rugby à XV au SU Agen |           |
| 1963-1964 | US Villeneuve                    | Championnat de France            | Champion                         | Coupe de France                  | Vainqueur                        |                                  |                                  |                                  |                                  |                                  |                                  |           |
| 1964-1965 | US Villeneuve                    | Championnat de France            | Finaliste                        | Coupe de France                  | 1/8 finale                       |                                  |                                  |                                  |                                  |                                  |                                  |           |
| 1965-1966 | US Villeneuve                    | Championnat de France            | Barrage                          | Coupe de France                  | Finaliste                        |                                  |                                  |                                  |                                  |                                  |                                  |           |
| 1966-1967 | US Villeneuve                    | Championnat de France            | Barrage                          | Coupe de France                  | 1/8 finale                       |                                  |                                  |                                  |                                  |                                  |                                  |           |
| 1967-1968 | US Villeneuve                    | Championnat de France            | 1/4 finale                       | Coupe de France                  | 1/2 finale                       |                                  |                                  |                                  |                                  |                                  |                                  |           |
| 1968-1969 | US Villeneuve                    | Championnat de France            | 1/4 finale                       | Coupe de France                  | Finaliste                        |                                  |                                  |                                  |                                  |                                  |                                  |           |
| 1969-1970 | US Villeneuve                    | Championnat de France            | 1/2 finale                       | Coupe de France                  | Finaliste                        |                                  |                                  |                                  |                                  |                                  |                                  |           |
| 1970-1971 | US Villeneuve                    | Championnat de France            | 1/4 finale                       | Coupe de France                  | 1/8 finale                       |                                  |                                  |                                  |                                  |                                  |                                  |           |
| 1971-1972 | US Villeneuve                    | Championnat de France            | 1/4 finale                       | Coupe de France                  | Finaliste                        |                                  |                                  |                                  |                                  |                                  |                                  |           |
| 1972-1973 | US Villeneuve                    | Championnat de France            | 1/2 finale                       | Coupe de France                  | 1/4 finale                       |                                  |                                  |                                  |                                  |                                  |                                  |           |
| 1973-1974 | US Villeneuve                    | Championnat de France            | Finaliste                        | Coupe de France                  | 1/16 finale                      |                                  |                                  |                                  |                                  |                                  |                                  |           |

### Rugby à XV
- Collectif :
  - Vainqueur du Championnat de France : 1962 (Agen)[2].
  - Vainqueur du Challenge Yves du Manoir : 1963 (Agen).

#### Statistiques en club
| Saison    | Saison  | Championnat           | Championnat | Coupe                    | Coupe        | Sélection | Sélection | Sélection | Sélection | Sélection | Sélection | Sélection |
| Saison    | Saison  | Comp.                 | Class.      | Comp.                    | Class.       | Comp.     | M         | Pts       | Ess.      | Buts      | Dp.       |           |
| --------- | ------- | --------------------- | ----------- | ------------------------ | ------------ | --------- | --------- | --------- | --------- | --------- | --------- | --------- |
| 1961-1962 | SU Agen | Championnat de France | Champion    | Challenge Yves du Manoir | 3e (poule D) |           |           |           |           |           |           |           |
| 1962-1963 | SU Agen | Championnat de France | 1/16 finale | Challenge Yves du Manoir | Vainqueur    |           |           |           |           |           |           |           |
| 1963-1964 | SU Agen | Championnat de France | 1/4 finale  | Challenge Yves du Manoir | 1/4 finale   |           |           |           |           |           |           |           |